# 里贝拉克
里贝拉克（法語：Ribérac，法語發音：[ʁibeʁak]），法国西南部城市，新阿基坦大区多尔多涅省的一个市镇，隶属于佩里格区，其市镇面积为22.8平方公里，2022年1月1日时人口数量为3,770人，在法国城市中排名第2,867位。
里贝拉克位于多尔多涅省西北部，德罗讷河左岸，其附近区域被称为“里贝拉夸”。里贝拉克是一个区域性的中心城市，多条公路在此交汇。

## 地名来源
根据当地官方网站的论述，“里贝拉克”一名来源于古奥克语单词“ribiera”，意为“河流”，可能与流经此地的德罗讷河有关，其对应的现代法语单词为。

## 历史
里贝拉克始建于公元9世纪，彼时，诺曼人通过德罗讷河入侵布朗托姆圣伯多禄修道院，为抵御外敌，佩里戈尔和昂古穆瓦伯爵决定在此修建一处城塞以阻挡入侵者。11世纪后，里贝拉克失去了军事用途，逐渐发展成为一座商业集镇，当地领主聋子阿尔希耶（Alchier le Sourd）在此修建城堡作为家族宅邸，后被蒂雷讷家族继承。宗教战争期间，里贝拉克城堡被损毁，当地领主未恢复重建，至19世纪时彻底坍塌。法国大革命后，里贝拉克成为多尔多涅省的一个市镇，费镇（和德罗讷河畔圣马夏尔（Saint Martial de Dronne）两个市镇于1794年整体并入里贝拉克。1795至1800年间为该省的一个地区行署，后改建成为副省会，1926年里贝拉克区整体并入佩里格区。1851年，里贝拉克的部分区域被划入新成立的圣马丹德里贝拉克市镇范围内。第二次世界大战期间，纳粹军官瓦尔特·布雷默在里贝拉克设立了一处指挥中心。

## 地理

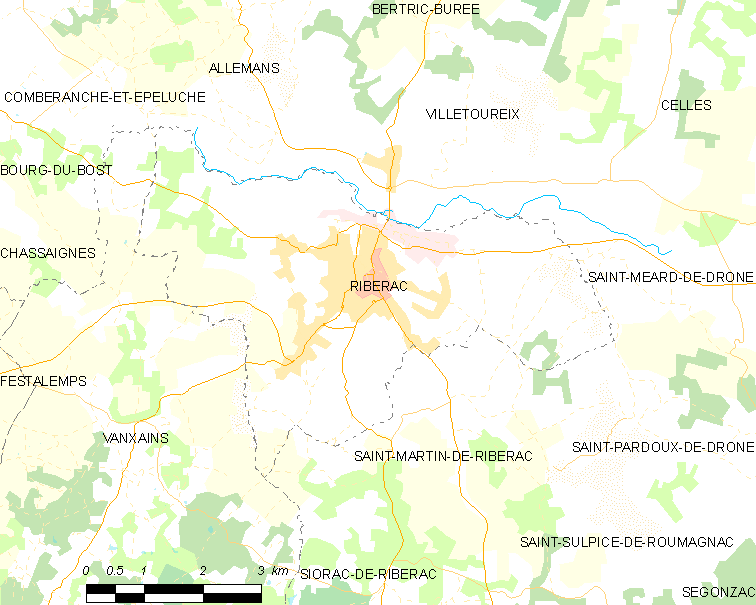
里贝拉克市镇范围地图

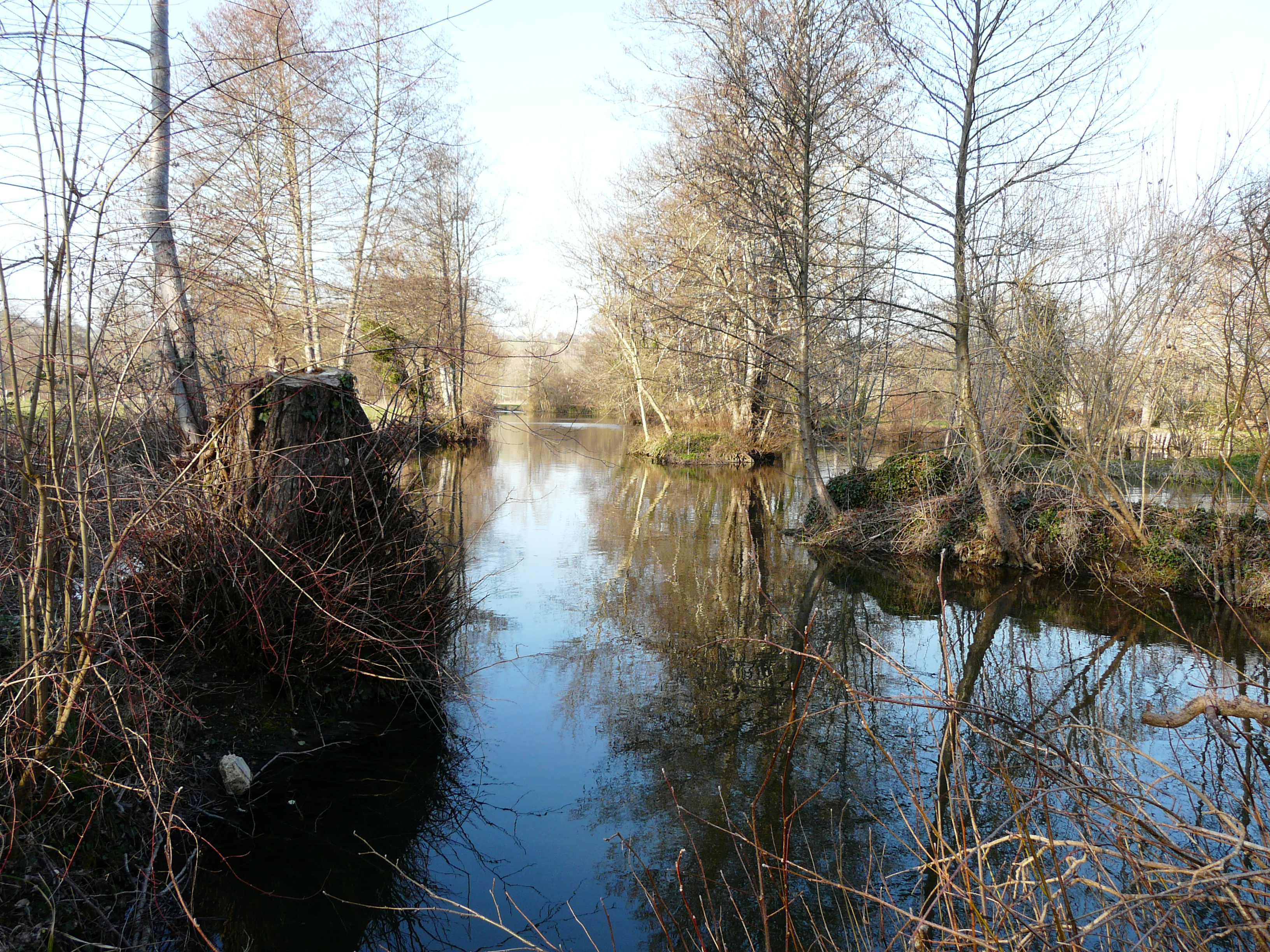
德罗讷河里贝拉克段

里贝拉克位于法国西南部，新阿基坦大区中东部和多尔多涅省西北部，距离省会佩里格大约38公里。与里贝拉克接壤的市镇包括：阿勒芒、圣马丹德里贝拉克、维勒图雷、德罗讷河畔圣梅阿尔、旺克桑、孔布朗什和埃普吕什。

### 地形
里贝拉克位于佩里戈尔丘陵西北部腹地，境内以浅丘为主，市镇中心地势较为平坦，全境海拔在54到155米之间。

### 水文
德罗讷河自东向西流经里贝拉克市区北部，该河是多尔多涅河的右岸支流，属于加龙河水系。

### 植被
里贝拉克属于温带阔叶混交林区，林地散落分布于市镇范围内的多个区域。
在鲜花城市的评比中，里贝拉克被评为2星级鲜花城市。

### 气候
里贝拉克在柯本气候分类法中属于温带海洋性气候。

## 行政区划
里贝拉克是法国新阿基坦大区多尔多涅省的一个市镇，编号为24352。里贝拉克隶属于佩里格区和多尔多涅省第三选区，管理里贝拉克县，同时也是里贝拉克地区佩里格市镇公共社区的办公驻地。
法国国家统计与经济研究所（简称）在进行数据统计时，将里贝拉克及相邻维勒图雷及圣马丹德里贝拉克设为里贝拉克城市核心区（2020年起圣马丹德里贝拉克被划出）及里贝拉克城市区。自2020年起，里贝拉克城市区被包含24个市镇的里贝拉克城市辐射区代替。此外，还将里贝拉克市镇整体看作一个“块区”（IRIS），以便于统计人口分布情况。

## 交通

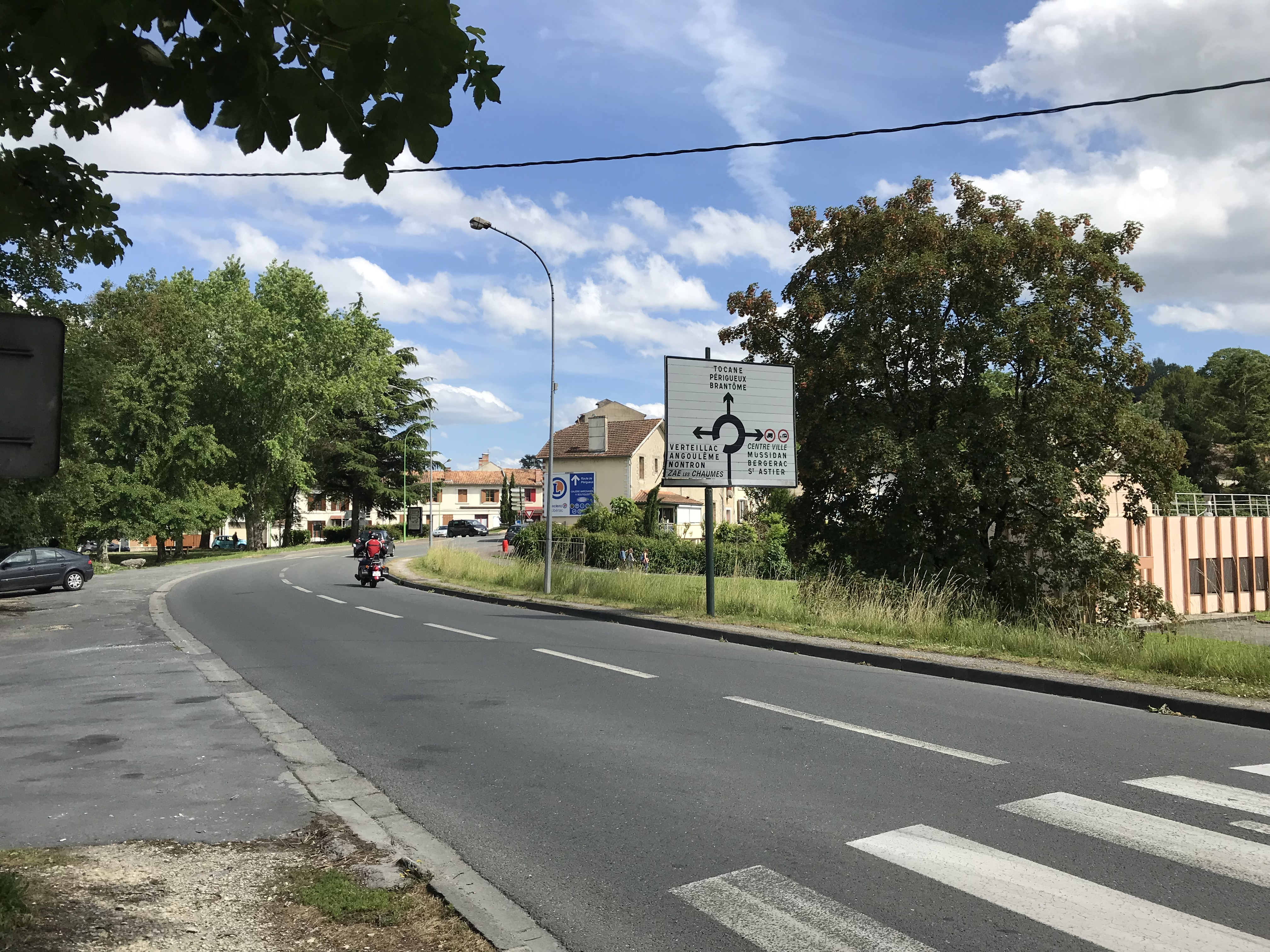
里贝拉克的一条街道

### 公路
多条多尔多涅省省道在里贝拉克境内交汇，新阿基坦大区下属的城际客运提供巴士线路，可前往周边部分市镇。
2018年，61.2%的里贝拉克家庭拥有至少一辆私人汽车。2019年，里贝拉克境内共发生各类交通事故1起，造成1人受伤。

### 铁路
距离里贝拉克最近的运营中的客运铁路车站为28公里外的沙莱站，该站位于巴黎－波尔多铁路上，停靠往返于昂古莱姆和波尔多一线的区域列车。

### 航空
里贝拉克市区西部建有里贝拉克-圣欧莱飞行场，是一个开放式的停机坪，供救援及当地的航空俱乐部使用。
里贝拉克距离贝尔热拉克机场、利摩日机场和波尔多机场的公路里程分别约55公里、114公里和117公里。

### 城市公共交通
截至2021年12月，里贝拉克暂无城市公共交通系统。

## 政治

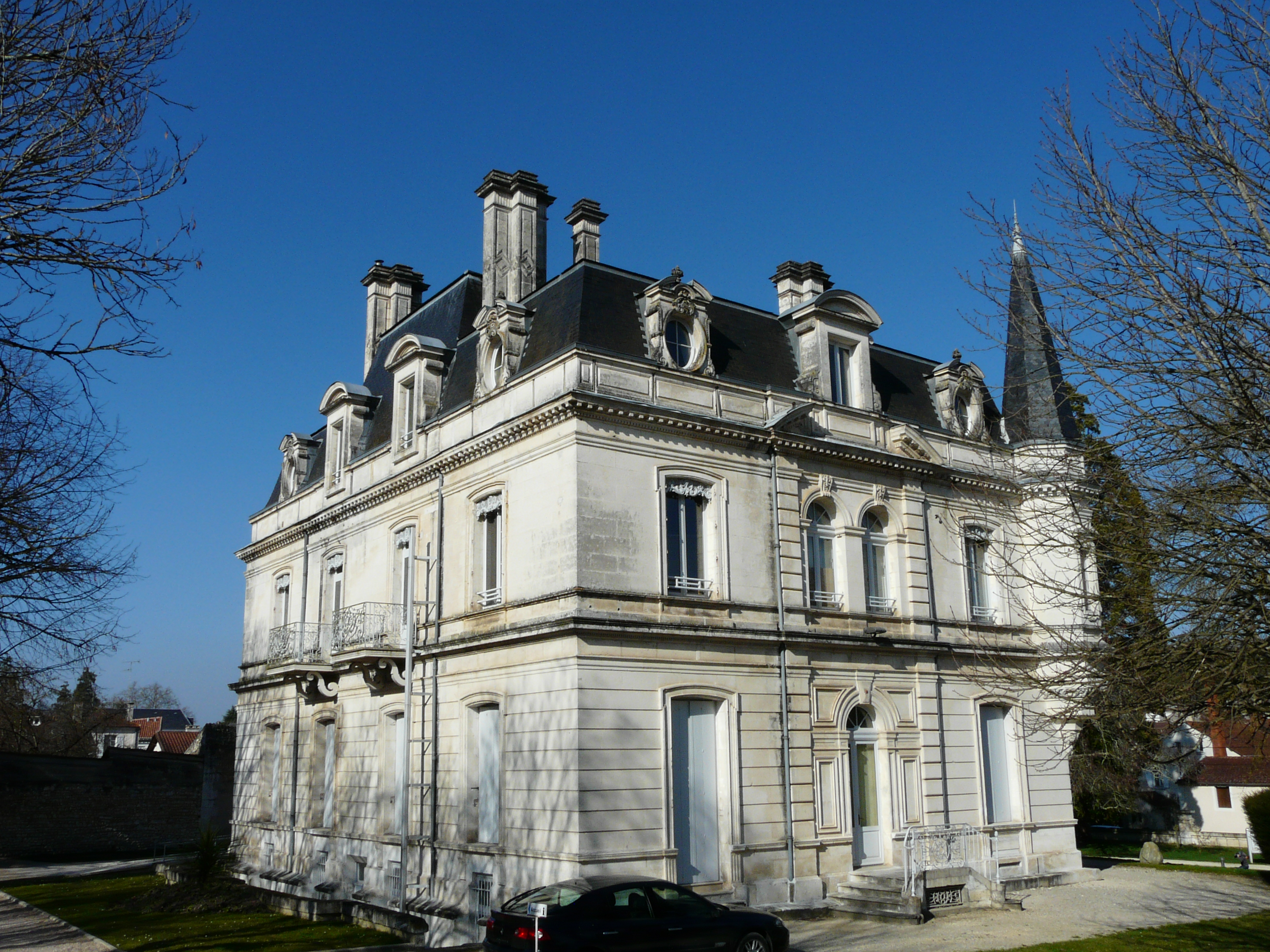
里贝拉克市政厅

里贝拉克的现任市长为尼古拉·普拉通先生（Nicolas Platon），他是社会党的一名成员，在2020年的市政选举中获得了37.02%的支持率。
在2017年的法国总统大选中，法国第25任总统埃马纽埃尔·马克龙在里贝拉克获得了66.56%的支持率。

## 人口
2018年，里贝拉克市镇人口数量为3,862，在法国排名第2,867位。其中男性1,799人，女性2,063人，75岁及以上人口占15.6%，外籍人口数量为806人，人口密度为169人/平方公里，当地居民被称为（男性）或（女性）。2019年，里贝拉克境内出生21人，死亡人口79人。
| 年份   | 1936  | 1946  | 1954  | 1962  | 1968  | 1975  | 1982  | 1990  | 1999  | 2006  | 2007  | 2012  | 2017  | 2018  |
| ------ | ----- | ----- | ----- | ----- | ----- | ----- | ----- | ----- | ----- | ----- | ----- | ----- | ----- | ----- |
| 人口數 | 3,812 | 3,791 | 3,812 | 3,725 | 3,787 | 3,984 | 3,832 | 4,118 | 4,000 | 4,107 | 4,123 | 4,015 | 3,861 | 3,862 |

## 经济
截止2021年12月，里贝拉克共有各类用人单位（包含自雇）844家，平均历史为17年，其中98.19%为中小型企业（PME）。（大型零售）、（门窗安装）及（光缆生产）是当地2020年营业额最高的三个企业，分别为41,053,690欧元、17,506,800欧元和10,684,947欧元。

## 财政与居民收入
2019年，里贝拉克的财政收入总额为5,231,390欧元，财政支出总额为5,083,940欧元，当年的债务总额为6,017,720欧元。2021年，里贝拉克共获得757,346欧元的国家财政补助，比上一年增加了2.8%。
2019年，里贝拉克的人均月收入总额为1,932欧元，其中高级职员为4,062欧元，低于法国平均水平（4,230欧元）；中级职员为2,237欧元，低于法国平均水平（2,411欧元）；普通职员为1,556欧元，亦低于法国平均水平（1,740欧元）。
2018年，里贝拉克境内的青壮年（15至64岁）失业率为19%，当地41.3%的家庭拥有纳税资格，平均纳税3,375欧元，低于法国平均水平（3,910欧元）。

## 社会事务

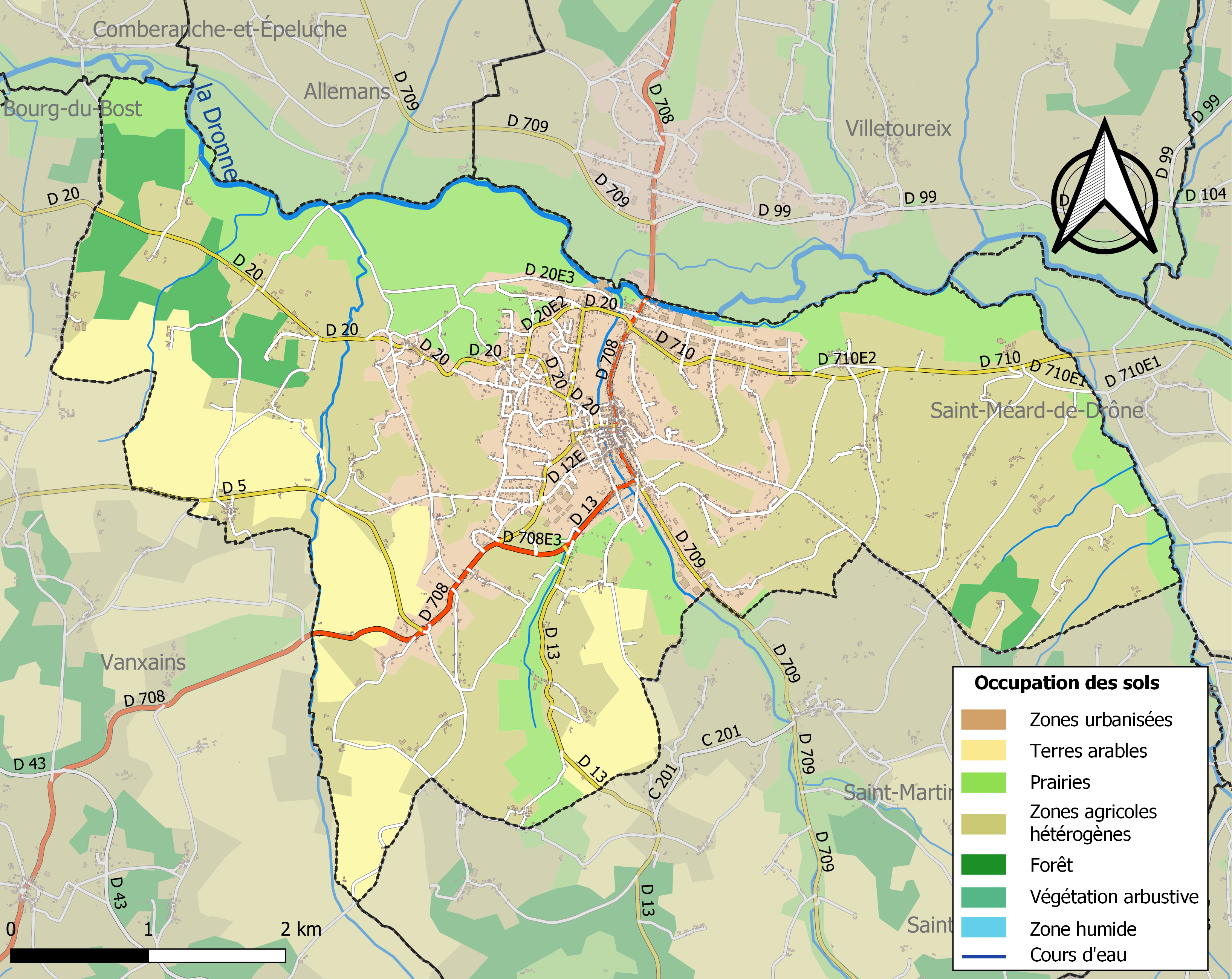
里贝拉克土地利用情况地图

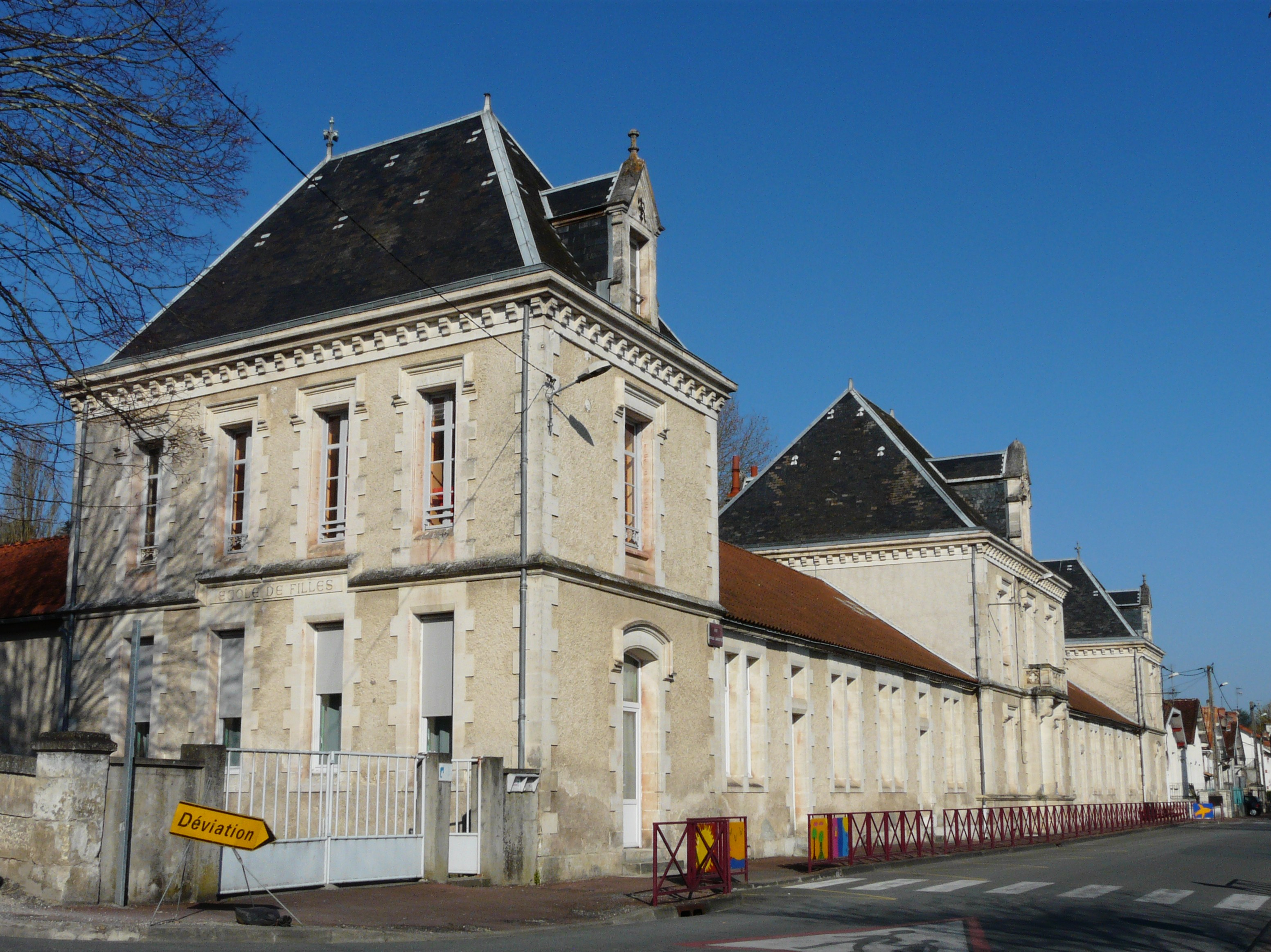
里贝拉克的一所学校

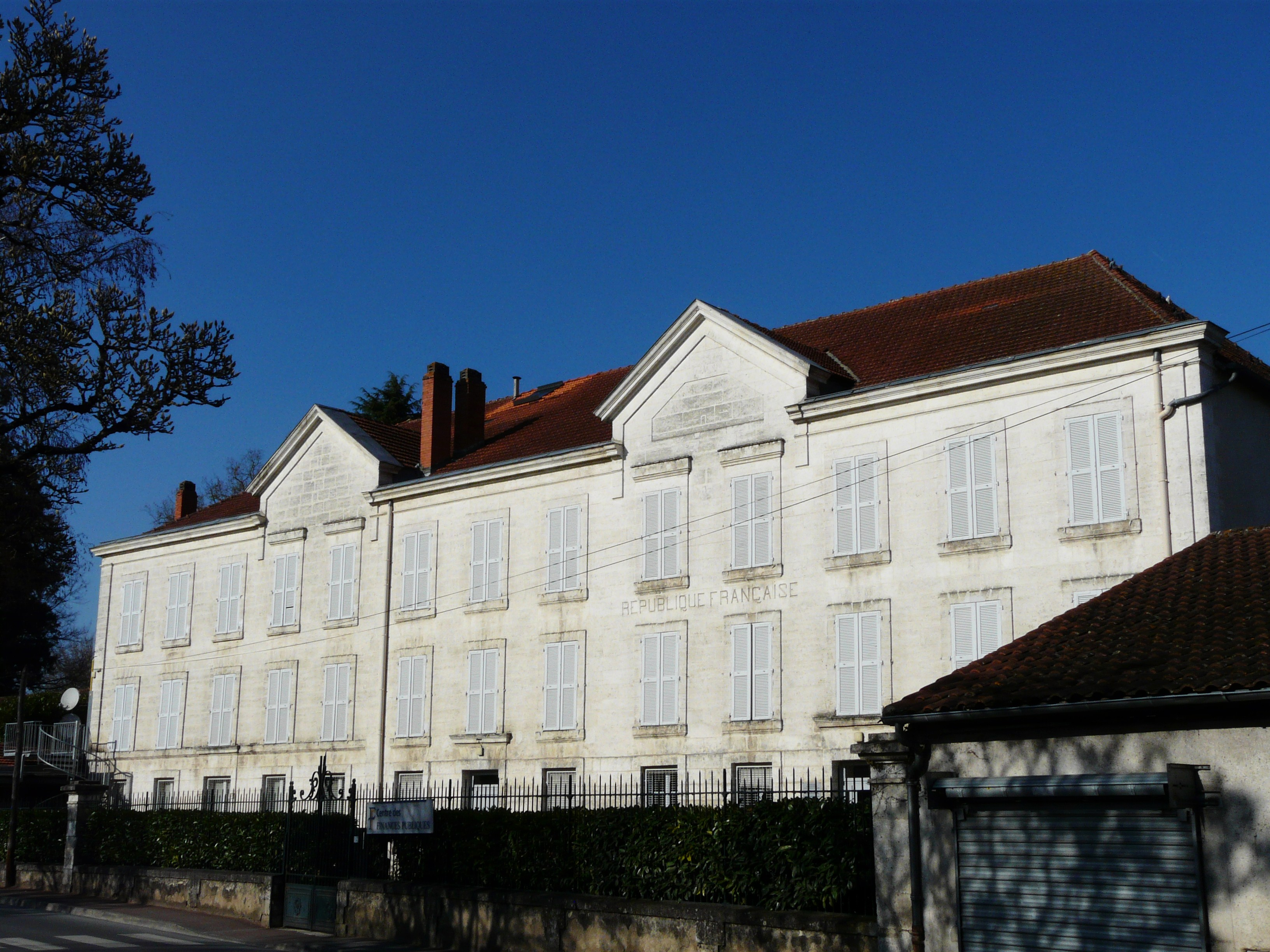
里贝拉克税务局

### 教育
里贝拉克属于波尔多学区。截止2020年1月1日，里贝拉克境内共有1所幼儿园、2所小学、2所初级中学、1所普通高中和1所职业高中。2018至2019学年度，里贝拉克境内共有在校中等教育阶段学生1,057名。

### 医疗
截止2020年1月1日，里贝拉克境内共有全科医生6名、保健师2名、牙医2名、护士15名、皮肤科医生1名和助产士2名。境内共有药房2家、养老院2家、残疾人帮扶中心3家。
里贝拉克中心医院，全名为“里贝拉克德罗讷双河市际中心医院”（Centre Hospitalier Intercommunal Ribérac Dronne Double），是法国的一个区域性医疗机构，其主病区位于里贝拉克市区，设有床位226个，是当地规模最大的公立综合性医院。

### 住房
2018年，里贝拉克境内共有各类住房2,523套，其中75.1%为独立式居民区，24.6%为集中式居民区。常住房屋占里贝拉克市镇范围内居民建筑总量的73.4%。
在住房保障政策方面，2020年，里贝拉克境内共有512户家庭获得了住房经济补助，受益人数占总人口数量的13.3%，其中504份为房租补助。

### 商业
2019年，里贝拉克境内共有各类实体商铺180家，其中餐厅23家、大型超市6家、杂货店4家、面包房7家、肉铺4家、书店2家、装饰品店1家、银行门店6家、美容美发店12家、汽车维修店14家。市区南侧建有一家Intermarché超市，北侧则建有E.Leclerc超市。

### 体育
2020年，里贝拉克境内共有2家游泳池、2间体育馆、1座综合体育场、5处网球场、3处足球或橄榄球场以及2处篮球或排球场。
里贝拉克运动员橄榄球俱乐部是当地的一支橄榄球俱乐部，成立于1909年，曾多次参加法国全国橄榄球联赛，2021至2022赛季参加法国区域橄榄球联赛。
截至2021年12月，里贝拉克共有两支注册足球俱乐部，其中里贝拉克运动员俱乐部（Club Athlétique Ribéracois）是当地的代表性足球队，2021至2022赛季参加新阿基坦大区足球联赛。

### 环境
里贝拉克的环境事务由其所属的公共社区负责。2019年，里贝拉克境内暂无污染企业。

### 治安
2019年，里贝拉克市镇范围内有1处宪兵队。
里贝拉克所在地是农特龙宪兵总队的管辖范围。2020年，该宪兵总队辖区内共126个市镇累计发生各类案件1,903起，其中盗窃类案件913起，经济类案件321起，毒品交易类案件122起。

## 文化
2020年，里贝拉克境内有1家电影院。里贝拉克市政府提供多媒体中心，向公众全年开放。

### 建筑
里贝拉克境内有多处法国国家文物保护单位，其中费镇圣伯多禄教堂是当地的地标性建筑物。

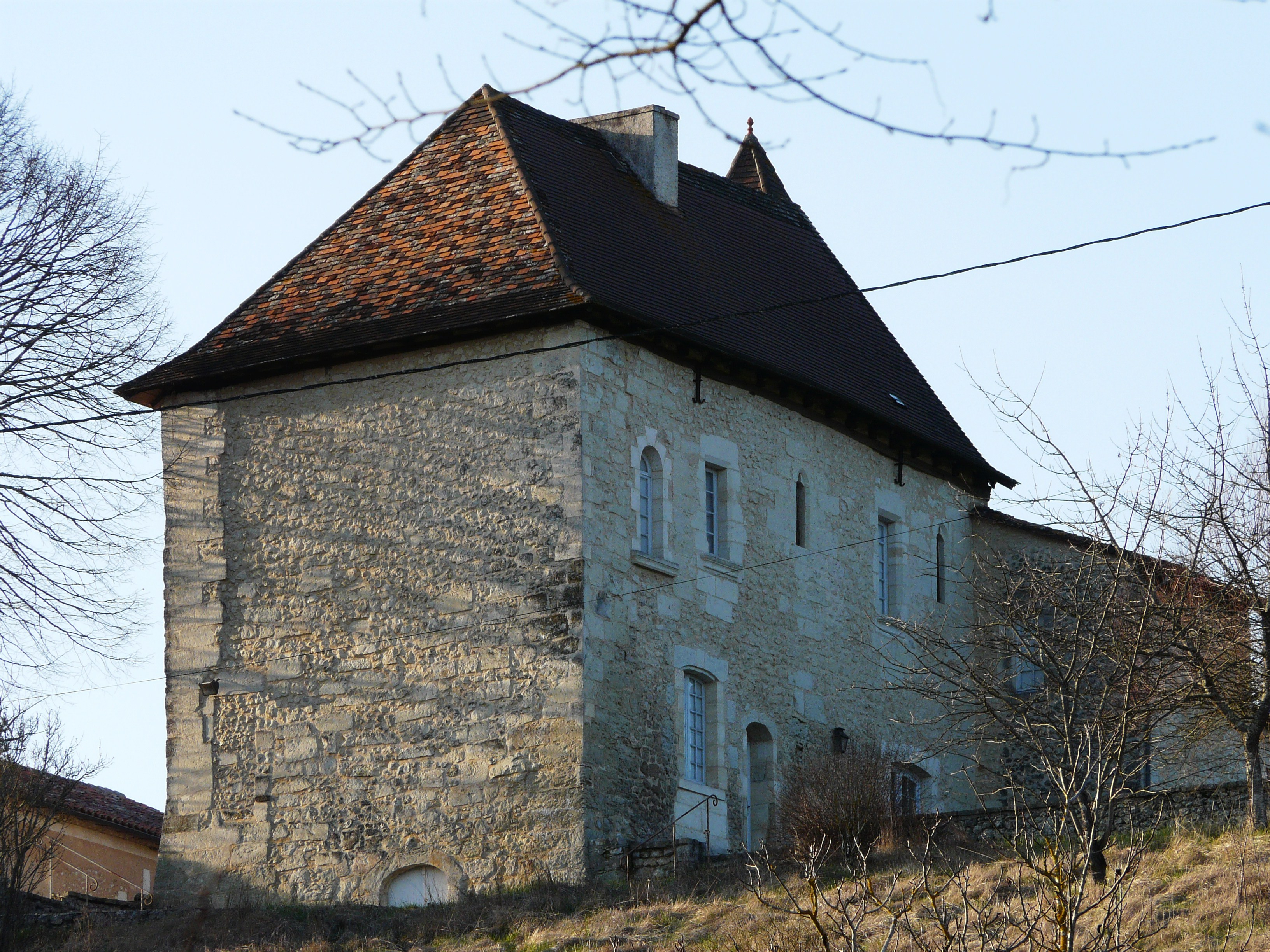
博维耶尔庄园
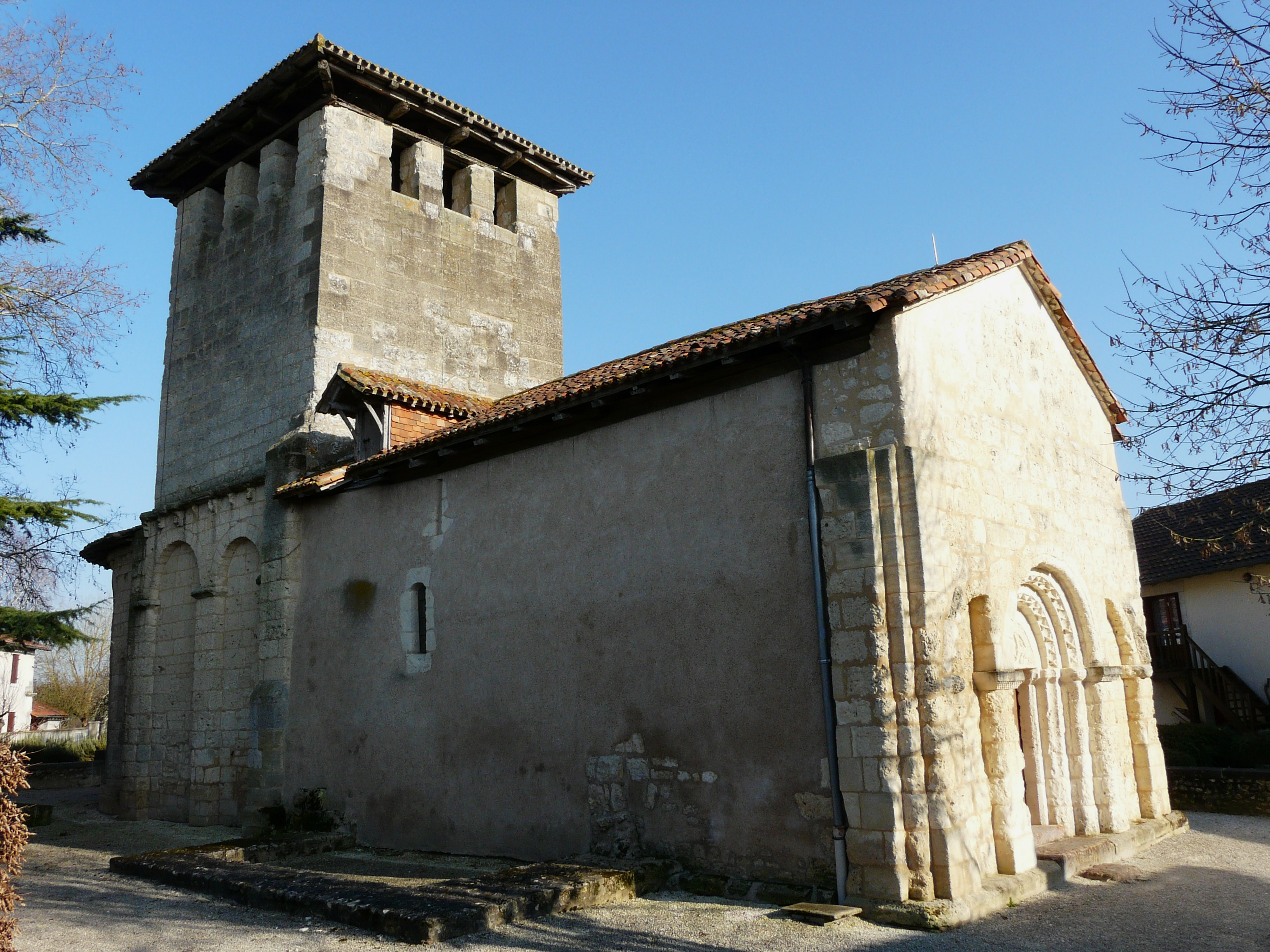
费镇圣伯多禄教堂（法语：Église Saint-Pierre de Faye）
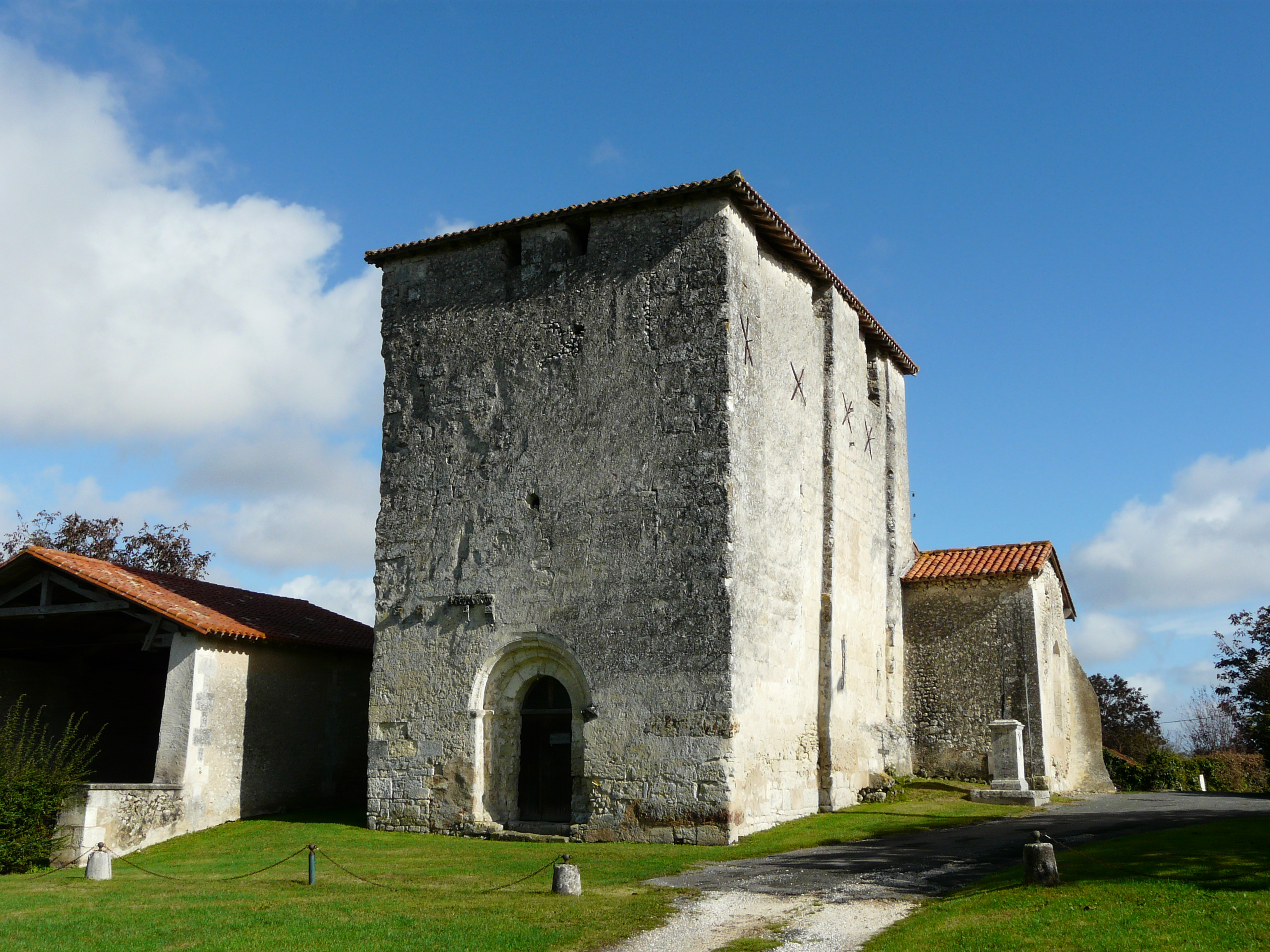
圣马夏尔教堂
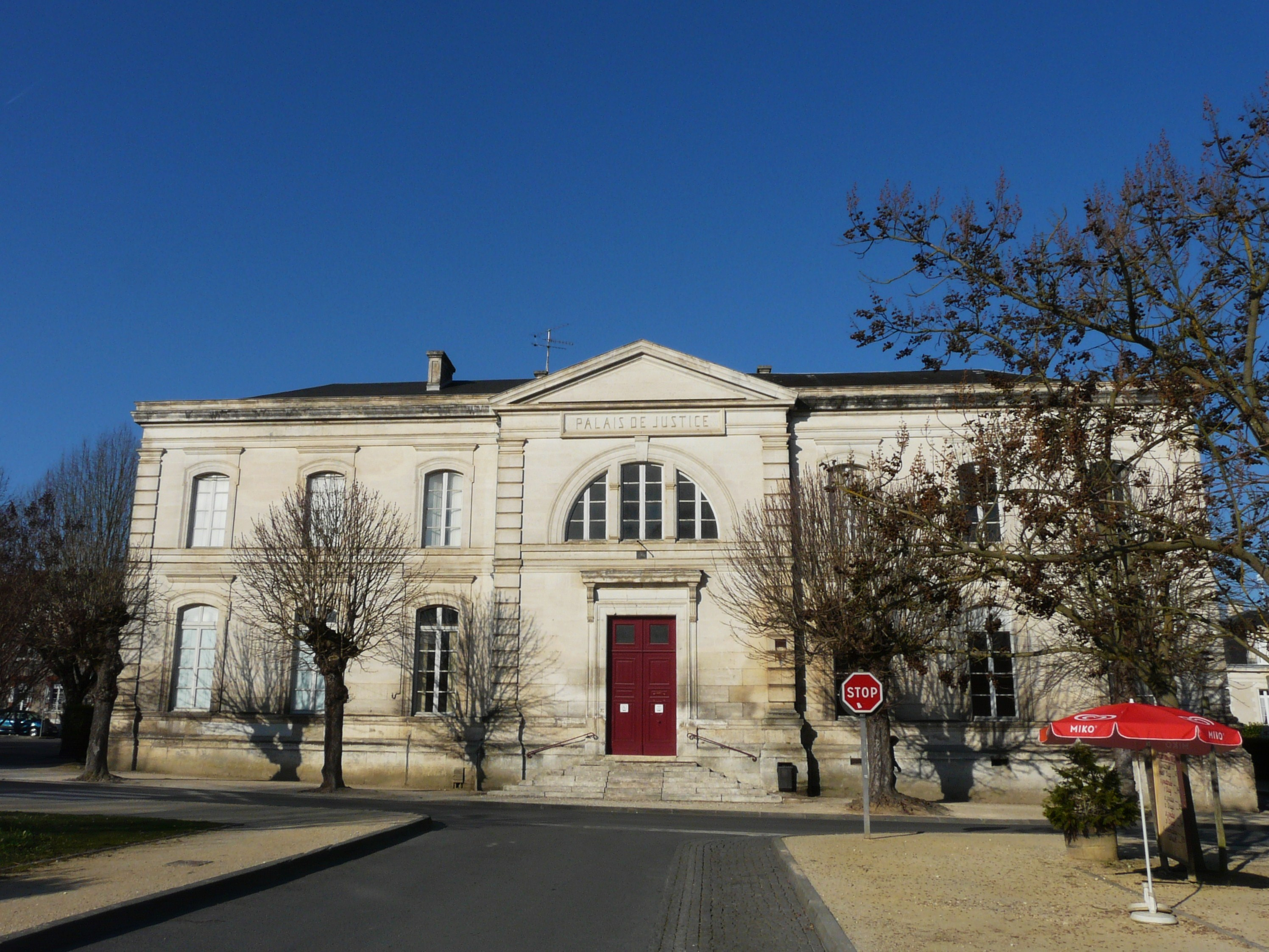
法院
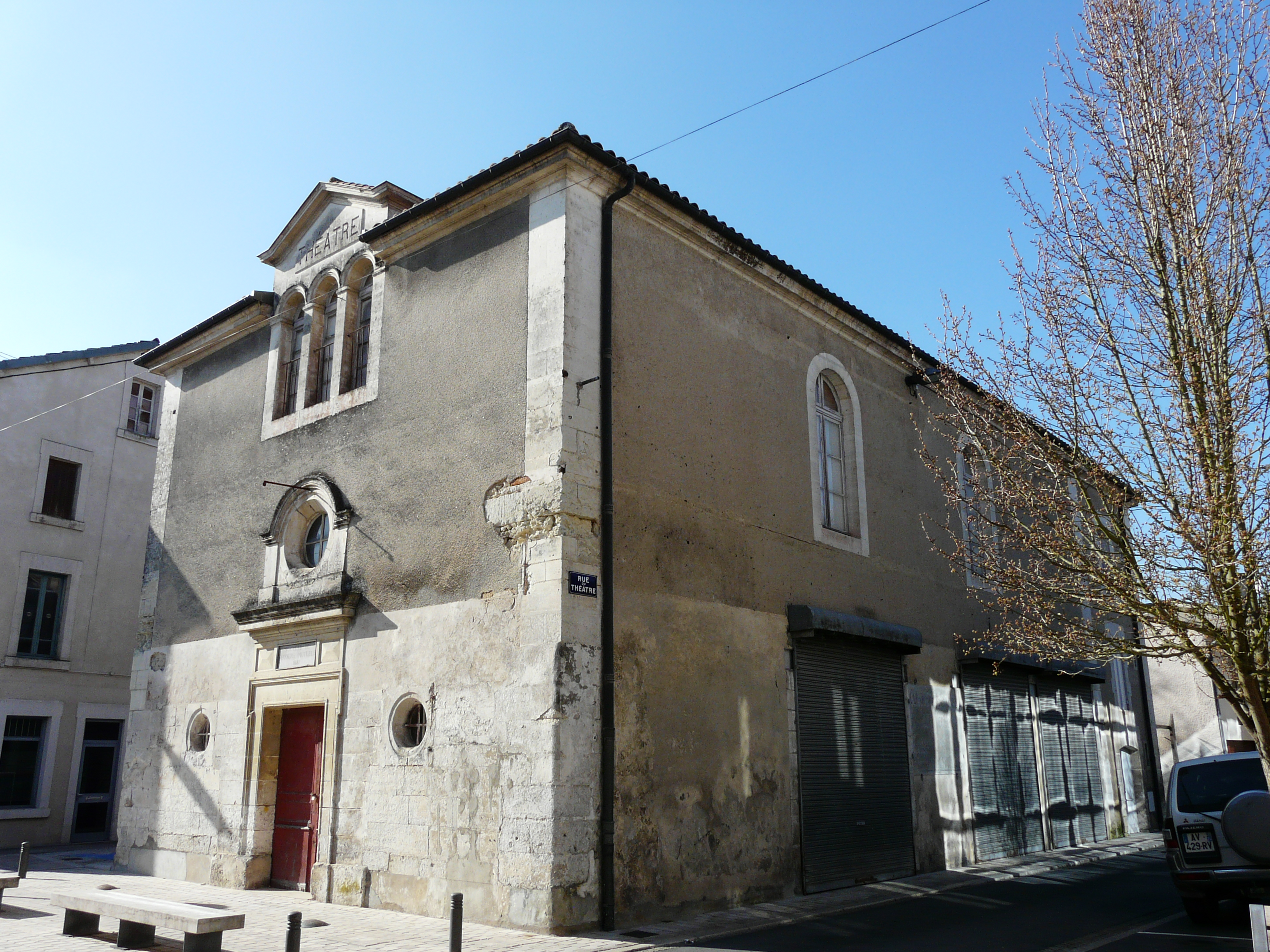
剧场旧址
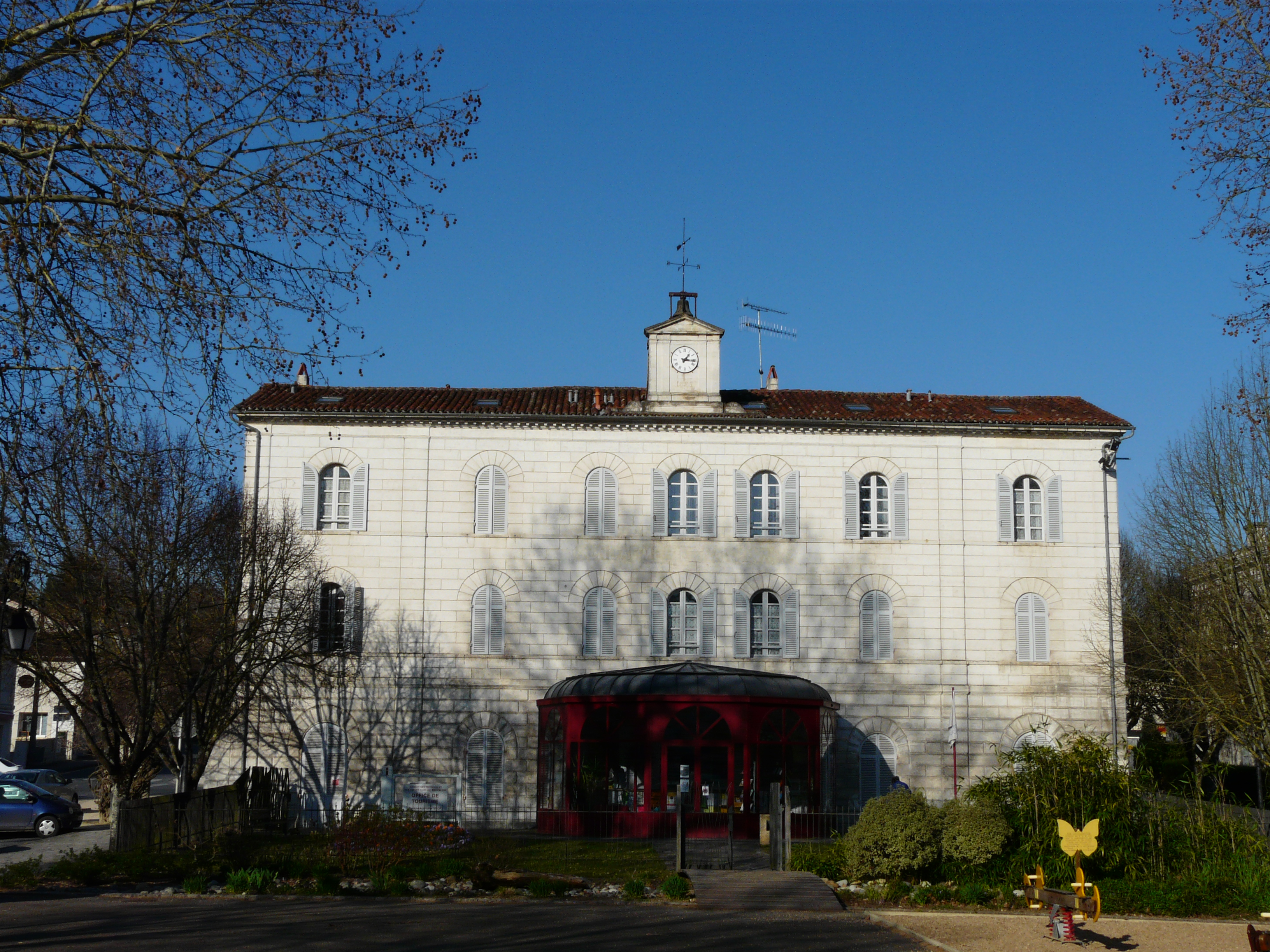
宪兵队旧址
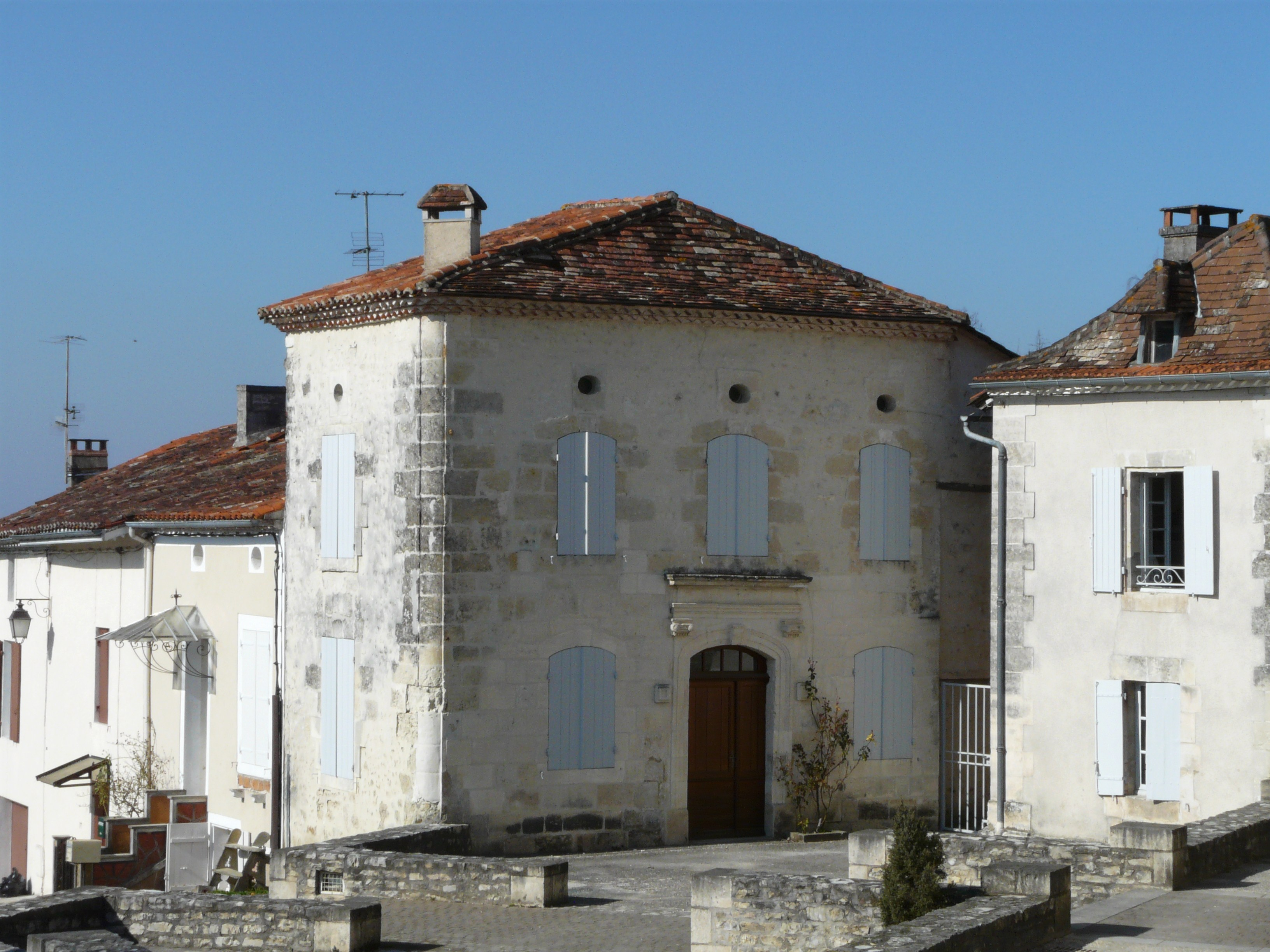
镇中心的一处民居

### 旅游
里贝拉克的旅游事务由其所属的公共社区负责。2021年，里贝拉克境内共有1家酒店共计29间房间；另有1个露营地，可容纳共75辆露营车。

### 媒体
法国主要的媒体均可在里贝拉克接收，法国电视三台下属的新阿基坦大区频道在部分时段播出里贝拉克所属区域的地方新闻。

## 友好城市
截至2021年12月，里贝拉克共与两座城市互为友好城市关系：
- 德国 里特贝格
- 波蘭 格沃古韦克